# Nationaal Park Veľká Fatra
Nationaal Park Veľká Fatra of Nationaal Park Grote Fatra (Slowaaks: Národný park Veľká Fatra) is gelegen in de regio's Banská Bystrica en Žilina in het noorden van Slowakije en ligt geografisch gezien in de Grote Fatra. De oprichting tot nationaal park vond plaats op 27 maart 2002 per besluit (№ 140/2002) van de regering van Slowakije. Was echter al sinds 1973 een beschermd landschap. Nationaal Park Veľká Fatra heeft een oppervlakte van 403,71 km². Ook werd er een bufferzone van 261,32 km² ingesteld. Op het grondgebied van het nationaal park ligt het dorp Vlkolínec dat in 1993 werd ingeschreven op de werelderfgoedlijst van UNESCO. Bovendien valt Nationaal Park Veľká Fatra onder zowel de Vogel- als Habitatrichtlijn van het Natura 2000-netwerk van de Europese Unie.

## Kenmerken
Nationaal Park Veľká Fatra maakt deel uit van de Grote Fatra, dat op zijn beurt onderdeel is van het Karpatengebergte. De hoogste berg wordt gevormd door de Ostredok, met een hoogte van 1.592 meter boven zeeniveau. Een groot deel van het nationaal park is bedekt met bossen, waarbij in sommige delen natuurlijke en primaire bestanden bewaard zijn gebleven. Dominante bosvormende soorten zijn de beuk (Fagus sylvatica) en fijnspar (Picea abies). Karakteristiek voor het gebied is ook de veelvuldige aanwezigheid van de venijnboom (Taxus baccata).

## Dierenwereld
Vogelsoorten die er voorkomen zijn onder meer het hazelhoen (Tetrastes bonasia), oeraluil (Strix uralensis), ruigpootuil (Aegolius funereus), dwerguil (Glaucidium passerinum), drieteenspecht (Picoides tridactylus), witrugspecht (Dendrocopos leucotos), grijskopspecht (Picus canus), gekraagde roodstaart (Phoenicurus phoenicurus), kleine vliegenvanger (Ficedula parva), withalsvliegenvanger (Ficedula albicollis), waterspreeuw (Cinclus cinclus) en de grote gele kwikstaart (Motacilla cinerea). In zeer oude naaldbossen leeft ook het auerhoen (Tetrao urogallus) en in het gebied broeden enkele koppels van de zeldzame steenarend (Aquila chrysaetos). Diersoorten die onder de Habitatrichtlijn vallen zijn bijvoorbeeld de bruine beer (Ursus arctos), wolf (Canis lupus), Euraziatische lynx (Lynx lynx), tatrawoelmuis (Microtus tatricus), ingekorven vleermuis (Myotis emarginatus), mopsvleermuis (Barbastella barbastellus), geelbuikvuurpad (Bombina variegata), karpatensalamander (Triturus montandoni) en alpenboktor (Rosalia alpina). Voor grote roofdieren vormt Nationaal Park Veľká Fatra een van de meest belangrijke toevluchtsoorden in het westen van de Karpaten.
Grote Fatra · 
Kleine Fatra · 
Lage Tatra · 
Muránska Planina · 
Pieniny · 
Poloniny · 
Slowaakse Karst · 
Slowaaks Paradijs · 
Tatra